# Córnea
La córnea es la parte frontal transparente del ojo que cubre el iris, la pupila y la cámara anterior. La córnea, junto con la cámara anterior y el cristalino, refracta la luz. Es responsable de dos terceras partes de la capacidad de refracción del ojo. En humanos, el poder refractivo de la córnea es de aproximadamente 43 dioptrías. Aunque la córnea contribuye a la mayor parte del poder de enfoque del ojo, su enfoque es fijo. Por otro lado, la curvatura del cristalino se puede ajustar al enfoque dependiendo de la distancia al objeto.
No obstante, la córnea no es tan solo una lente, ya que es el tejido con mayor densidad de terminaciones nerviosas en el cuerpo humano. Los términos médicos relacionados con la córnea suelen comenzar con el prefijo "querat-" del griego antiguo κέρας, “cuerno”.

## Anatomía
La córnea es un tejido altamente diferenciado para permitir la refracción y la transmisión de la luz. Su forma consiste básicamente en una lente cóncavo-convexa con una cara anterior, en contacto íntimo con la película lagrimal precorneal, y otra cara posterior, bañada por el humor acuoso. Estas relaciones permiten a la córnea carecer de vascularización, pues estos líquidos son los máximos responsables de mantener sus requerimiento fisiológicos. El grosor alcanza casi 1 mm en la periferia y es algo mayor de 0,5 mm en la zona central. La córnea se compone de un epitelio estratificado escamoso no queratinizado, un estroma de tejido conectivo y de una monocapa celular endotelial. Aunque este tejido avascular es aparentemente simple en su composición, la enorme regularidad y uniformidad de su estructura son las que permiten su precisa transmisión y refracción de la luz.
La cara anterior tiene una forma oval, verticalmente mide 11 mm y horizontalmente 12 mm y tiene un radio de curvatura de 7,8 mm. La cara posterior tiene una forma cóncava, verticalmente y horizontalmente mide 13 mm y tiene un radio de curvatura de 6,5 mm.

## Estratos
La córnea humana, así como la de otros primates, tiene seis capas. La córnea de los gatos, perros y otros carnívoros solo tienen cuatro.
Las capas de la córnea humana, desde la anterior a la posterior, son:
- Epitelio corneal: Representa un 10% de la estructura total de la córnea y se considera una continuación del epitelio de la conjuntiva, es el epitelio escamoso estratificado más organizado. Se divide en 4 capas:
  - Capa de Células Escamosas: Su función es dispersar y retener la película lagrimal, contiene zónulas de oclusión y funcionan como válvulas para regular el paso de substancias. Tiene una vida media de 4 a 8 días y de su reposición se encarga la capa basal.
  - Capa de Células Aladas: Tiene Factores promotores de crecimiento y tarda en regenerarse de 4 a 6 semanas.
  - Membrana basal.
  - Capa Basal: Le permite tener mayor adhesión a la membrana de Bowman.

- Estrato de Bowman (también llamada membrana basal anterior, aunque en realidad no es una membrana como tal, sino una capa condensada de colágeno): Es una capa resistente que protege el estroma corneano. Está conformada principalmente por fibras de colágeno de tipo I organizadas de forma irregular. Tiene un espesor de 14 micrómetros. Esta capa no se puede regenerar.[7] y está ausente o es muy fina en seres no primates.[6][8]
- Estroma corneal: El estroma es el estrato más fuerte de la córnea y representa el 90% de su volumen, está constituido por un 80% de agua y 20% de sólidos. Tiene aproximadamente 200 laminas. Contiene fibras de colágeno que guardan la misma distancia entre sí y es lo que le da la transparencia a la córnea; también contiene queratocitos que sirven para regenerar las fibras de colágeno y proteoglucanos que mantienen distribuidas las fibras de colágeno.

- Capa de Dua: corresponde a una capa consistente y bien definida que separa la última fila de queratocitos en la córnea. Probablemente esté relacionada con la hidropesía aguda, Descematocele y distrofias pre-Descemet. Es la última en incorporarse en la anatomía de la córnea.[9]

- Membrana de Descemet (membrana basal posterior): es una capa que carece de células y sirve como una membrana basal modificada del epitelio posterior o endotelio corneal. El estrato está formado principalmente por fibras de colágeno IV y tiene un espesor de 5 a 20 µm, dependiendo de la edad, esta capa va ganando aproximadamente una micra de espesor cada 10 años.

- Endotelio corneal: es un epitelio simple de células cúbicas ricas en mitocondrias de aproximadamente 5 µm de espesor. Estas células son responsables del transporte de fluidos y solutos entre los compartimentos acuoso y estromal. El término “endotelio” es erróneo debido a que este epitelio es irrigado por humor acuoso y no por sangre y linfa. Además tiene un origen, apariencia y funcionalidad diferente al endotelio vascular. A diferencia del endotelio vascular, el endotelio corneal no se regenera sino que se estira para compensar la pérdida de células muertas, lo que tiene un fuerte impacto en la regulación de los fluidos. Si el endotelio no puede conservar un balance de fluidos, el estroma se hincha debido al exceso de líquidos, lo que provocará la pérdida de transparencia de la córnea. Esta capa también contiene zónulas de oclusión que sirven como válvulas para dejar pasar el humor acuoso. Contiene aproximadamente de 3500 a 4000/mm² de células al momento de nacer y el mínimo necesario para su funcionamiento es de 300 a 600/mm² células.

## Inervación
Existe en la córnea una rica trama de nervios sensitivos provenientes de la división oftálmica del nervio trigémino, fundamentalmente por vía de los nervios ciliares largos. Se calcula que en la córnea hay una inervación sensitiva que es 300 veces mayor que la de la piel y 80 la del tejido dentario. Tras formar un plexo anular en el limbo, pierden sus vainas de mielina y penetran en el estroma anterior, desde donde perforan la membrana de Bowman y penetran en el epitelio, en donde se encuentran sus terminaciones. La concentración de estas terminaciones es de 20 a 40 veces mayor que la pulpa dental y entre 300 a 600 veces más que la piel, con mayor densidad en los dos tercios centrales de la córnea. Esto indicaría que la lesión sobre una sola célula epitelial sería suficiente para provocar la percepción dolorosa.
Se han detectado tres tipos de terminaciones nerviosas 1) nociceptoras, 2) polimodales y 3) de temperatura. Las segundas responden a variados estímulos de tipo químico, mecánico, etc. Cuando se dañan estas terminaciones, la regeneración no recupera exactamente la sensibilidad específica anterior.
Tanto en el trofismo tisular como en la regeneración del tejido después de un trauma, la inervación juega un papel fundamental al liberar neuropéptidos, que a su vez estimulan la llegada de células inflamatorias, NGF, neurotrofinas, etc.

## Transparencia
La transparencia es una de las características más importantes de la córnea, ya que cualquier disminución en la transparencia limitara el paso de la luz a las estructuras fotosensibles.
Su transparencia depende de:
- Ausencia de vasos sanguíneos y linfáticos

- Cantidad adecuada de proteoglucanos

- Adecuada hidratación

La transparencia de la córnea depende primordialmente del ordenamiento regular de las fibras del estroma y esto depende a su vez de la cantidad de proteoglucanos que existen entre ellas. Puesto que los proteoglicanos del estroma son fuertemente hidrofílicos, cualquier exceso de ellos determinara un aumento de agua y con ello la separación entre las fibras, desordenándolas y formado centros de dispersión refractiva de la luz. De la misma manera la adecuada cantidad de agua garantiza que los proteoglucanos ocupen el mismo espacio y con ello mantengan las fibras de colágeno en posición ordenada.
Es importante considerar que no existen vasos sanguíneos ni linfáticos y que sus fibras nerviosas son amielínicas, condiciones que contribuyen a su transparencia.

## Nutrición de la córnea
Por su localización, el aporte nutritivo a la córnea puede provenir de 3 fuentes:
- Capilares del limbo: Aquí los nutrientes son utilizados por la zona periférica de la córnea y no llegan a la córnea central.

- Lágrimas: El epitelio es poco permeable y la cantidad de glucosa contenida en la película lagrimal es escasa.

- Humor acuoso: El endotelio como capa unicelular ofrece poca resistencia y esta lleva los nutrientes a las capas más externas y es la más importante.

## Aporte de oxígeno
Los capilares y las lágrimas aportan pequeñas cantidades de oxígeno a la córnea. El aire atmosférico le da un 21% de oxigenación a la córnea con los ojos abiertos y un 7-8% con los ojos cerrados. El 90% del oxígeno necesario para la córnea proviene del humor acuoso.

## Enfermedades y desórdenes
- Queratitis. es una inflamación que afecta a la córnea, es decir la porción anterior y transparente del ojo. Puede estar originada por múltiples causas, una de las más frecuentes es una infección bacteriana o vírica. Suele producir intenso dolor ocular, enrojecimiento del polo anterior de ojo, lagrimeo y fotofobia. En ocasiones se forman úlceras en la córnea que pueden llegar a ser graves u ocasionar disminución en la agudeza visual por alteración en la transparencia. Las personas portadoras de lentillas o las que sufren un traumatismo que afecta a la superficie anterior de la córnea, son más propensas a presentar queratitis de origen infeccioso
- Queratocono.
- úlcera corneal.
- Distrofia corneal.
- Queratoconjuntivitis seca.
- Megalocórnea.
- Astigmatismo.
- Anillo de Kayser-Fleisher.
- Insuficiencia límbica.
- Glaucoma.
- Neuralgia Corneal.

## Tratamiento y manejo

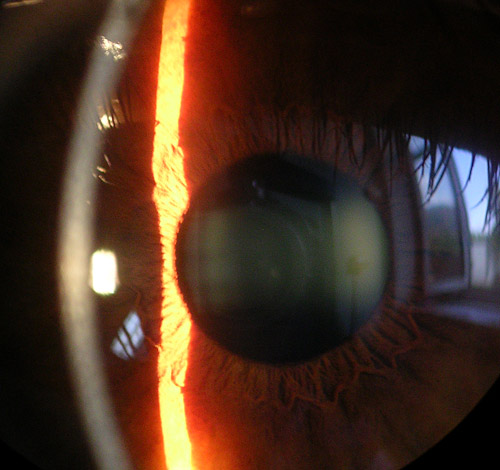
Imagen con lámpara de hendidura de una córnea, iris y cristalino (mostrando catarata ligera)

### Procedimientos quirúrgicos
Varias técnicas de cirugía refractiva cambian la forma de la córnea del ojo para reducir la necesidad de usar gafas correctivas o similares para mejorar el estado refractivo del lente. En muchas de las técnicas actuales, la reestructuración de ésta se logra por fotoablación usando el láser excimer.
Si el estroma córneo desarrolla opacidad significativa, irregularidades, o edemas, se puede  trasplantar la córnea de un donante cadavérico. Dada a la falta de vasos sanguíneos en la córnea, generalmente no hay rechazo de la nueva córnea.
También se están desarrollando córneas sintéticas (queratopróstesis), la mayoría son simplemente insertos plásticos, pero también hay algunos compuestos por materiales sintéticos biocompatibles que suscitan el crecimiento de tejido en la córnea sintética,  promoviendo la biointegración. Otros métodos, tales como membranas deformables magnéticas y estimulación magnética transcraneal de la retina, siguen en etapas tempranas de desarrollo.

### Procedimientos no quirúrgicos
Ortoqueratología es un método en el que se usan lentes de contacto rígidas o duras permeables a gases para reestructurar la córnea de forma transitoria para mejorar el estado refractivo del ojo o reducir la necesidad de gafas o lentes de contacto.
En 2009, investigadores del centro Médico de la Universidad de Pittsburgh demostraron que las células madre recolectadas de córneas humanas puede restaurar transparencia sin provocar una respuesta de rechazo en ratones con daño córneo. Para enfermedades del epitelio corneal, como el síndrome de Stevens Johnson, úlcera persistente de córnea, entre otras, se ha probado que son eficientes la unión autologa basal contralateral (normal) derivada in vitro y células madres corneales expandidas, dado que la expansión basada en membrana amniótica es controversial. Adicionalmente para estas enfermedades, como la queratopatía bullosa, se ha probado la eficiencia de células precursoras de endotelio corneal cadavéricas. Se espera que sea posible, usando tecnologías emergentes de ingeniería de tejidos, expandir células de córneas de un solo donante cadavérico para ser usadas en el ojo de más de un paciente.